# Pteryngium crenatum
Pteryngium crenatum är en skalbaggsart som först beskrevs av Fabricius 1798.  Pteryngium crenatum ingår i släktet Pteryngium, och familjen fuktbaggar. Arten är reproducerande i Sverige.